# Florya

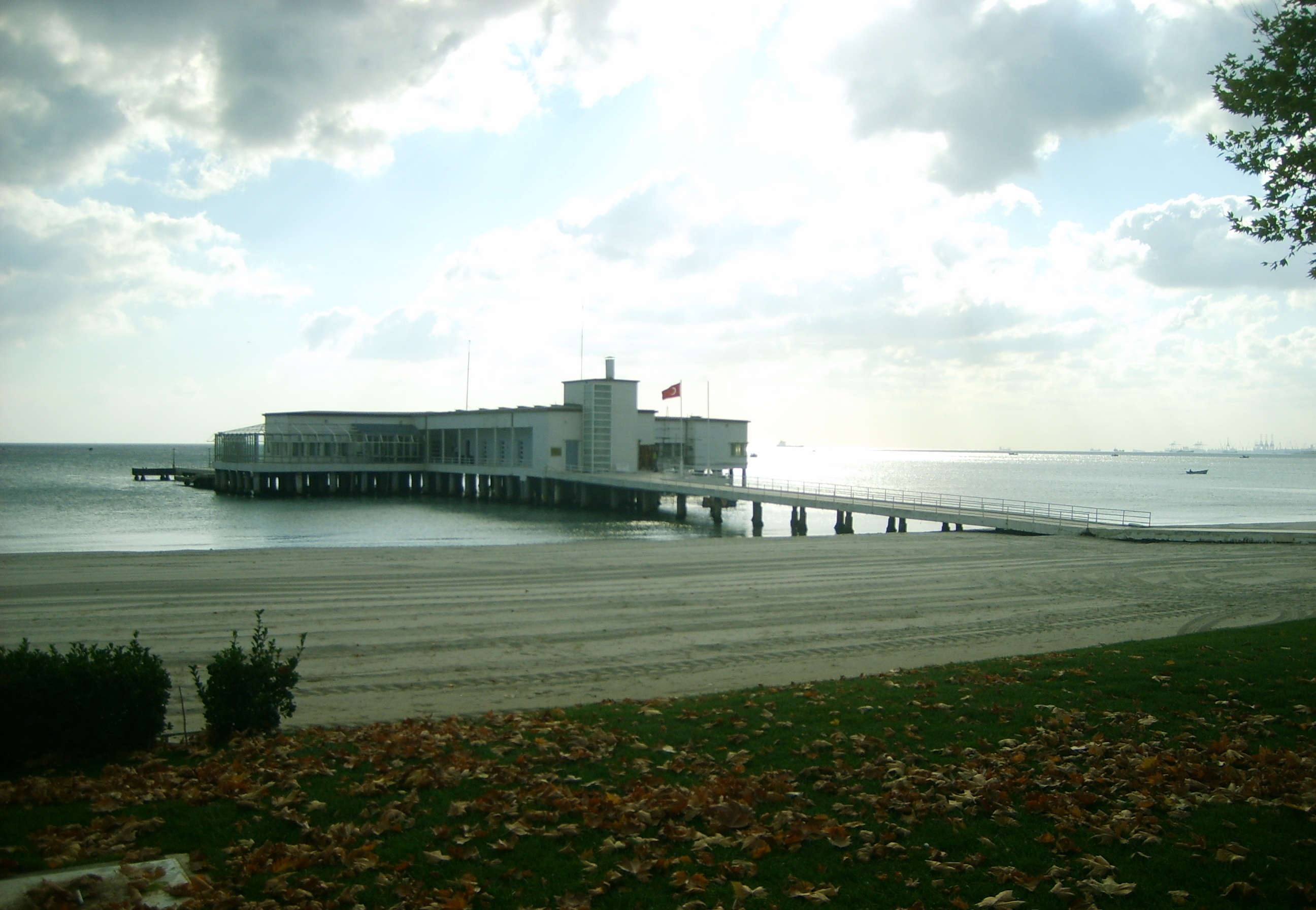
Manoir côtier d'Atatürk à Florya

Florya est un quartier (en turc : mahalle) appartenant au district de Bakırköy du grand Istanbul, Turquie. Il est situé le long de la mer de Marmara, et borde au nord-est le quartier de Yeşilköy, au nord-ouest celui de Küçükçekmece. Ses habitants sont relativement aisés. Florya a une station le long de la Marmaray.
Mustafa Kemal Atatürk, le fondateur et le premier président de la Turquie, passait son temps libre dans son Manoir côtier à nager et à profiter de la plage de sable.

## Nom
Le nom de Florya, selon le savant byzantin Michael Psellos, qui l'a trouvé cité dans un Chrysobulle impérial, vient du mot grec "Phlorion".  Il est peut-être dérivé d'un certain Florus, qui a vécu dans ce quartier au début de l'ère byzantine. Jusque dans les années 1920, le nom ottoman était "Fülürye".
Une partie du quartier est aussi appelée Şenlikköy.

## Installations
Le manoir côtier d'Atatürk, autrefois résidence d'été de Mustafa Kemal Atatürk et aujourd'hui musée, est situé au bord de la mer de Marmara.
Le célèbre club sportif Galatasaray SK possède les installations d'entraînement du club à Florya. L'équipe de la Super Amateur League d'Istanbul, Bakırköyspor, joue également ses matchs à domicile au stade Şenlikköy, situé à Florya.
Florya Koleji, İstek Vakfı, İlke Koleji, Bahçeşehir Koleji sont quelques-uns des collèges privés locaux.

## Économie
Des compagnies aériennes telles que Freebird Airlines ont leur siège social à Florya. Onur Air avait auparavant son siège social à Florya.